# Lymantria oinoa
Lymantria oinoa är en fjärilsart som beskrevs av Collenette 1956. Lymantria oinoa ingår i släktet Lymantria och familjen tofsspinnare. Inga underarter finns listade i Catalogue of Life.